# 32 Ochotnicza Dywizja Grenadierów SS „30 Januar”
32 Ochotnicza Dywizja Grenadierów SS „30 Januar” – dywizja Waffen-SS stworzona w styczniu 1945 z uczniów szkół podoficerskich SS oraz jednostek zapasowych Waffen SS, z czym związana jest nazwa (30 stycznia). Broniła linii Odry w okolicach Kostrzyna, po czym jej elementy wzięły udział w bitwie o Berlin. W marcu została rozbita przez radziecką ofensywę, ale jej elementy walczyły aż do maja, po czym poddały się aliantom. Nazwa dywizji nawiązywała do dnia, w którym w 1933 roku Adolf Hitler przejął władzę w Niemczech.

## Dowódcy
- SS-Standartenführer Johannes Mühlenkamp (30 stycznia – 5 lutego 1945)
- SS-Standartenführer Joachim Richter (5–17 lutego 1945)
- SS-Oberführer Adolf Ax (17 lutego 1945 – 15 marca 1945)
- SS-Standartenführer Hans Kempin (15 marca 1945 – 8 maja 1945)

## Skład
- SS-Freiwilligen-Grenadier-Regiment 86 Schill (pułk piechoty)
- SS-Freiwilligen-Grenadier-Regiment 87 Kurmark (pułk piechoty)
- SS-Freiwilligen-Artillerie-Regiment 32 (pułk artylerii)
- SS-Panzerjäger-Abteilung 32 (oddział przeciwpancerny)
- SS-Füsilier-Abteilung 32 (oddział fizylierów)
- SS-Werfer-Abteilung 506 (oddział moździerzy)
- SS-Flak-Abteilung 550 (oddział przeciwlotniczy)
- SS-Pioneer-Bataillon 32 (oddział saperów)
- SS-Nachrichten-Abteilung 32 (oddział zwiadu)
- SS-Feldersatz-Bataillon 32 (batalion uzupełnień)